# Amedeo Avogadro
Amedeo Avogadro, in. Amadeo Avogadro (ur. 9 sierpnia 1776 w Turynie, zm. 9 lipca 1856 tamże) – włoski fizyk, jeden z najważniejszych na przestrzeni wieków naukowców rozwijających atomistyczną teorię budowy materii.

## Życiorys
Pełne jego nazwisko brzmiało: Lorenzo Romano Amedeo Carlo Avogadro hrabia di Quaregna e Cerreto, zawsze jednak podpisywał się jako Amedeo Avogadro. Pochodził z rodu o tradycjach prawniczych, członkowie jego rodziny zajmowali wysokie stanowiska w aparacie państwowym i w jurysdykcji, ojciec był prawnikiem i senatorem. Sam też, zgodnie z rodzinną tradycją ukończył studia prawnicze i rozpoczął pracę jako prawnik. Znał język francuski, angielski i niemiecki oraz literaturę grecką i łacińską. Zainteresowały go jednak nauki przyrodnicze, sam dokształcał się i rozpoczął samodzielne doświadczenia fizyczne i chemiczne. W 1806 opublikował w czasopiśmie Journal de Physique wyniki swoich doświadczeń z elektrycznością. W 1809 został profesorem filozofii naturalnej w liceum w Vercelli, w 1820 profesorem fizyki matematycznej na uniwersytecie w Turynie, jednakże w latach 1822-1834, gdy uniwersytet został zamknięty, Avogadro znów wrócił do zawodu prawnika. 
Był żonaty z Felicitą Mazzé, która urodziła mu 6 synów. Oprócz pracy prawniczej i naukowej brał aktywny udział również w pracach komisji do spraw edukacji, miar i wag, meteorologii. Nigdy jednak nie zabiegał o żadne zaszczyty, za życia był mało znany, po jego śmierci jedynie lakonicznie wspominano, że był domatorem, człowiekiem religijnym i spokojnym. W 1850, w wieku 74 lat przeszedł na emeryturę jako profesor Uniwersytetu w Turynie.

## Osiągnięcia naukowe

Strona tytułowa rozprawy Mémoire sur les chaleurs spécifiques des corps solides et liquides („Rozprawa nt. ciepła właściwego ciał stałych i cieczy”), A. Avogadro, Annales de chimie et de physique, 55 (1833)

Wynikiem jego doświadczeń było opracowanie epokowej pracy o liczbie cząsteczek, dzisiaj znanej jako prawo Avogadra. Wprowadził też pojęcia gramoatomu i gramocząsteczki, wynalazł metodę wyznaczania masy atomowej i masy cząsteczkowej. Wyniki swoich prac opublikował w tym samym czasopiśmie Journal de Physique. Wszystkie jego publikacje pozostały jednak niezauważone, dopiero 4 lata po jego śmierci inny włoski chemik Stanislao Cannizzaro na kongresie chemików niemieckich w Karlsruhe przedstawił przełomowe znaczenie prac Avogadra, które rozwiązywało poważne problemy chemików owych czasów. Jak pisał potem Lothar Meyer, po zapoznaniu się z pracami Avogadra "zniknęły wszystkie wątpliwości, a ich miejsce zajęła spokojna pewność". Opracowana przez Avogadra liczba cząsteczek w jednym molu gazu (zwana od roku 1909 liczbą Avogadra) to jedna z podstawowych stałych fizycznych.